# 11e régiment de cuirassiers « Anspach »
Pour les articles homonymes, voir 11e régiment et Anspach.
Le 11e régiment de cuirassiers « Anspach » est une unité de cavalerie au service de la Monarchie de Habsbourg. Cette unité est créée en 1702 et dissoute en 1801.

## Création et différentes dénominations
- 1702 : formation du régiment de cuirassiers du margraviat d'Anspach (colonel Claude Florimond de Mercy)[1]
- 1734 : devient régiment de cuirassiers Anspach (colonel Charles-Guillaume-Frédéric de Brandebourg-Ansbach)[1]
- 1735 : devient régiment de cuirassiers Diemar (colonel Ernst Hartmann von Diemar (de))[1],[2]
- 1751 : redevient régiment de cuirassiers Anspach (le colonel étant le margrave d'Anspach, soit Charles-Guillaume-Frédéric de Brandebourg-Ansbach puis Charles-Alexandre de Brandebourg-Ansbach-Bayreuth)[1],[2]
- 1798 : devient 11e régiment de cuirassiers Anspach[1],[3]
- 1801 : dissous[1],[3]

## Uniforme
Au milieu du XVIIIe siècle, le régiment porte une veste blanche à couleur distinctive rouge, hauts-de-chausses rouges, boutons blancs, gilet blanc et bandoulières blanches. Le harnachement des chevaux est décoré de la croix pattée teutonique. En 1765, le régiment reçoit la couleur distinctive vert perroquet sur la veste blanche, avec les boutons blancs. Le 11e régiment de cuirassiers prend en 1798 la couleur distinctive écarlate, avec les boutons blancs.